# ۶۹۹ (پیش از میلاد)
۶۹۹ (پیش از میلاد) ۶۹۹مین سال قبل از تقویم میلادی است.